# Baconao
El Parque Baconao es un parque nacional cubano que abarca una amplia región situada aproximadamente a 20 kilómetros de la ciudad de Santiago de Cuba, su superficie total es de 84.600 hectáreas. En 1987, fue declarada Reserva Mundial de la Biosfera por la Unesco.

## Historia
El nombre Baconao proviene de una leyenda local de un niño indígena que vivió en el sur de Cuba durante la etapa Precolombina. La leyenda cuenta sobre un árbol mágico llamado Bacona, que le enseñó al indiecito a tocar música usando los caracoles de la laguna.
El pequeño niño era reconocido por sus habilidades en la pesca y en la natación, además era un asiduo jugador de Batos (juego indígena cubano similar al béisbol actual).
El niño acostumbraba a sentarse a la sombra del árbol bacona a sacar música de su caracol. Todos en la villa estaban fascinados y pensaban que las habilidades para tocar música de un caracol fueron dadas por el árbol. Por eso, empezaron a llamar al niño Baconao.
Un día, el niño salió a dar sus paseos habituales por los alrededores de la villa, y nunca se volvió a saber de él. Con el tiempo la música que producía el niño con sus caracoles se escuchaba en la foresta y los pobladores pensaron que la magia del niño había quedado en los árboles, y con el paso del tiempo, empezaron a llamar a la zona Baconao.

## Parque Baconao

### Atracciones
El parque está lleno de atracciones, así como refugios de vida salvaje y plantaciones de café, así como una gran variedad de playas.
- La Gran Piedra

La Gran Piedra es un gran bloque de roca de origen volcánico, con unas dimensiones de 51 metros de largo, 25 de alto y 30 de ancho, con un peso estimado por encima de las 63.000 toneladas. Es posible subir los 459 peldaños de piedra hasta la cima de la roca y pararse a 1.234 metros por encima del nivel del mar para disfrutar una vista panorámica. Se dice que en una noche oscura es posible ver las luces de Jamaica. Y en días despejados y con buena visibilidad se pueden divisar ambas costas de la región oriental.
- Valle de la Prehistoria

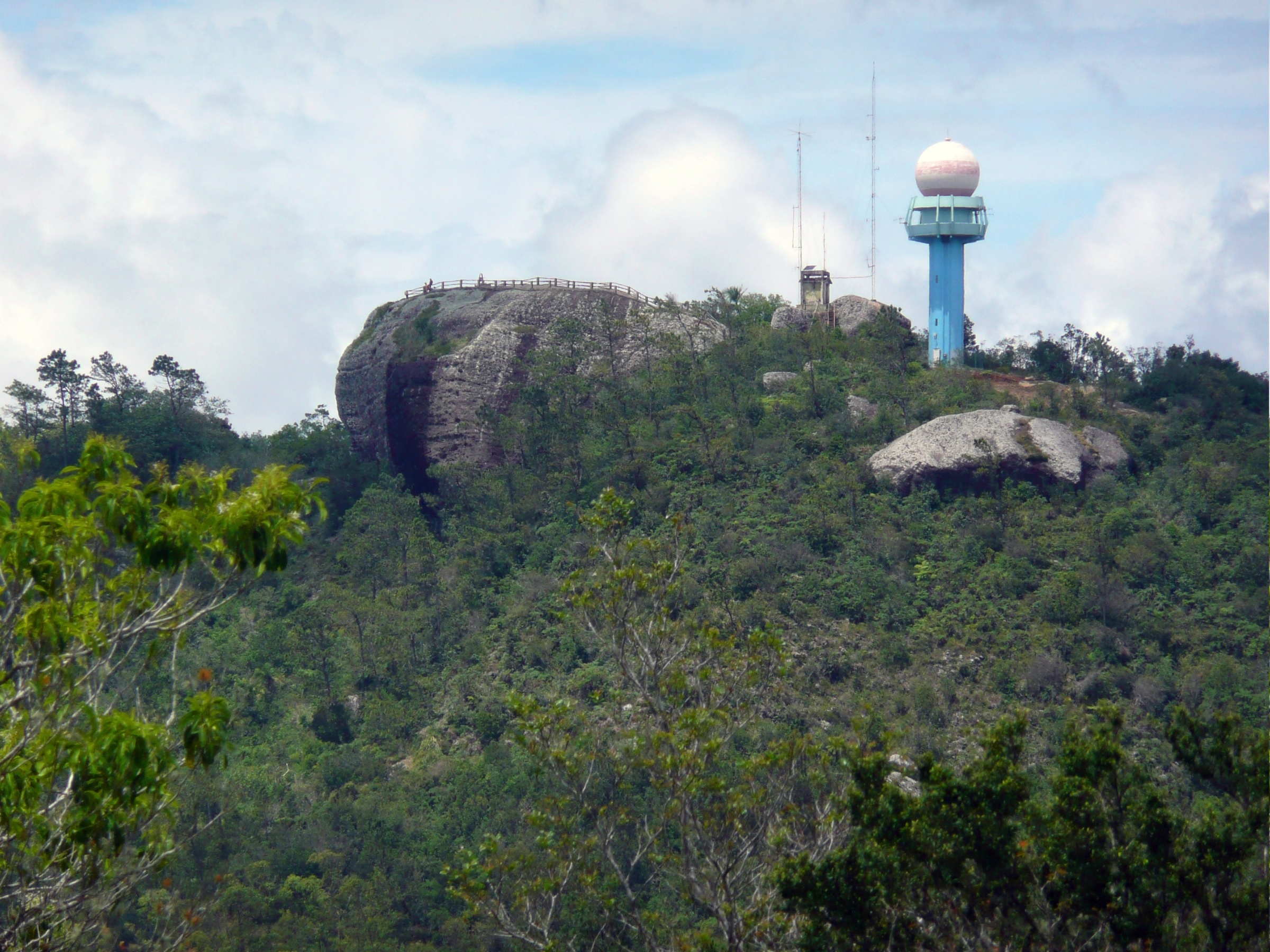
La Gran Piedra.

En el Valle de la Prehistoria los visitantes son recibidos por 227 esculturas de dinosaurios y animales prehistóricos hechos a tamaño natural. 
- Granjita Siboney

Desde aquí los atacantes al Cuartel Moncada, liderados por Fidel Castro, pasaron la noche anterior al ataque, efectuado el 26 de julio de 1953.
- Museo del Transporte Terrestre

El museo muestra cerca de 2500 réplicas de autos en miniatura. 
- Acuario

Con un túnel submarino de 30 metros de profundidad, y un delfinario.
- Laguna Baconao

Aquí se puede visitar la reproducción de una villa de la tribu de los taínos, y disfrutar de un restaurante especializado en mariscos.